# سیارک ۷۶۱۴
سیارک ۷۶۱۴ (به انگلیسی: 7614 Masatomi، نامگذاری:1996EA) هفت هزار و ششصد و چهاردهمین سیارک کشف شده‌است که در ۲ مارس ۱۹۹۶ کشف شد.